# لیو فرنک
لیو مکس فرنک (۱۷ آوریل ۱۸۸۴–۷ اوت ۱۹۱۵) متصدی کارخانه آمریکایی بود که در سال ۱۹۱۳ به جرم قتل یک کارمند ۱۳ ساله، مری فگن، در آتلانتا، جورجیا محکوم شد. محاکمه، محکومیت و تجدیدنظر خواهی وی توجه ملی را به خود جلب کرد. لینچ شدن او در دو سال پس از آن، در پی تبرئه او از حکم اعدام، به کانون توجهات اجتماعی، منطقه ای، سیاسی و نژادی، به ویژه در مورد یهودستیزی تبدیل شد. امروز، اتفاق نظر محققان این است که فرانک به اشتباه محکوم شد و جیم کانلی احتمالاً قاتل واقعی بود.
فرنک در یک خانواده یهودی-آمریکایی در تگزاس متولد شد، در نیویورک بزرگ شد و مدرک مهندسی مکانیک را از دانشگاه کورنل گرفت و سپس در ۱۹۰۸ به آتلانتا رفت. وی در سال ۱۹۱۰ ازدواج کرد، خود را درگیر جامعه یهودیان شهر کرد و در سال ۱۹۱۲ به عنوان رئیس بخش آتلانتا از بنای بریت، یک سازمان برادری یهودی انتخاب شد. در آن زمان، نگرانی‌های فزاینده ای در مورد کار کودکان در کارخانه‌های متعلق به اعضای جامعه یهودی وجود داشت. یکی از این کودکان مری فاگان بود که در شرکت ملی مداد که فرنک مدیر آن بود کار می‌کرد. این دختر در ۲۶ آوریل ۱۹۱۳ خفه شد و صبح روز بعد در سرداب کارخانه مرده یافته شد. دو یادداشت که به نظر می‌رسید او انگار آنها را نوشته‌است، در کنار بدنش پیدا شد. آن یادداشت‌ها با یاد کردن از یک «جادوگر شب»، انگشت اتهام را متوجه ناظر شب، نیوت لی می‌کردند. پلیس در طی تحقیقات خود، چندین مرد از جمله لی، فرنک و جیم کانلی، سرایدار کارخانه را دستگیر کرد.
در ۲۴ مه ۱۹۱۳، فرنک به قتل متهم شد و پرونده در دادگاه عالی شهرستان فولتن آغاز شد. دادستان اتکای زیادی به شهادت کنلی داشت که خود را به عنوان همدست پس از قتل خواند و به گفته وکلا در دادگاه عامل قتل بود. حکم مجرمیت در تاریخ ۲۵ آگوست اعلام شد. فرنک و وکلایش یک سری درخواستهای ناموفق فرجام خواهی را انجام دادند. فرجام خواهی نهایی آنها در دادگاه عالی ایالات متحده در آوریل ۱۹۱۵ ناکام ماند. با در نظر گرفتن استدلال‌های هر دو طرف و همچنین نبود مدارک در دادرسی، فرماندار جان ام. سلاتون حکم فرنک را از مجازات اعدام به حبس ابد تبدیل کرد.
این پرونده مطبوعات ملی را به خود جلب کرد و بسیاری از خبرنگاران این محکومیت را فاسد دانستند. در جورجیا، این انتقاد از بیرون باعث یهودی‌ستیزی و نفرت نسبت به فرنک شد. در ۱۶ آگوست سال ۱۹۱۵، او از زندان توسط یک گروه از مردان مسلح ربوده شد ودر ماریتا، زادگاه فگن، صبح روز بعد لینچ شد. فرماندار جدید قول داد که لینچرها را که شامل شهروندان برجسته ماریتا بود، مجازات کند، اما هیچ‌کسی به این خاطر متهم نشد. در سال ۱۹۸۶، فرنک پس از مرگ توسط هیئت بخششایالتی جورجیا مورد عفو قرار گرفت، گرچه به‌طور رسمی از این جرم مبری نشد. این پرونده الهام بخش کتاب‌ها، فیلم‌ها، نمایش‌ها و یک سریال تلویزیونی شده‌است.